# USS Sacramento (AOE-1)
El USS Sacramento (AOE-1), fue el primer fast combat support ship de la Armada de los Estados Unidos y primera unidad de la clase Sacramento. Sirvió de 1964 a 2004.

## Construcción
Fue construido por Puget Sound Naval Shipyard de Bremerton (Washington). Fue colocada la quilla en 1961. Fue botado el casco en 1963. Y fue asignado en 1964. Fue bautizado Sacramento en honor a la capital del estado de California.

## Historia de servicio
Entrado en servicio, participó de la guerra de Vietnam de 1965 a 1973, ganando trece estrellas de campaña. Sufrió una colisión con el portaaviones USS Abraham Lincoln en 1995. Fue retirado en 2004.